# Tabanus subimmanis
Tabanus subimmanis är en tvåvingeart som beskrevs av Philip 1959. Tabanus subimmanis ingår i släktet Tabanus och familjen bromsar. Inga underarter finns listade i Catalogue of Life.